# رون بيلي (لاعب دوري الرغبي)
رون بيلي (بالإنجليزية: Ron Bailey)‏ هو لاعب دوري الرغبي أسترالي، ولد في 3 مارس 1914 في مايفيلد ‏ في أستراليا، وتوفي في 21 يونيو 1989 في نيوكاسل في أستراليا.